# Gagnefs fäbodstigar
Gagnefs fäbodstigar är ett utbyggt nät av vandringsleder i Gagnefs socken. Vandringslederna består av gamla fäbod- och kulturstigar. Den totala längden är cirka 40 mil.

## Sträckning
Lederna är upptrampade och väl markerade (orangemärkta). Oftast sammanfaller lederna med de gamla fäbodstigarna, men ibland är sträckningen över skogs- och grusvägar. I ledsystemet finns ett stort antal rastkojor, slogbodar och kolarkojor, som kan utnyttjas för övernattning. Lederna går i stort sett genom Gagnefbygdens alla fäbodar.

## Natur
Terrängen växlar mellan lättgångna tallhedar och kuperad bergsterräng. Stigningarna är ibland kraftiga. Höjderna erbjuder ofta vidsträckta utsikter. I skogarna finner man bär och svamp, på hyggena växer murklor och på myrarna finns det hjortron. Djurlivet är rikt, med lite tur kan man få se älg, rådjur, bäver, grävling och hare. Möten med björn, varg och lo är mycket sällsynta. Fåglar är ständigt närvarande.

## Bilder

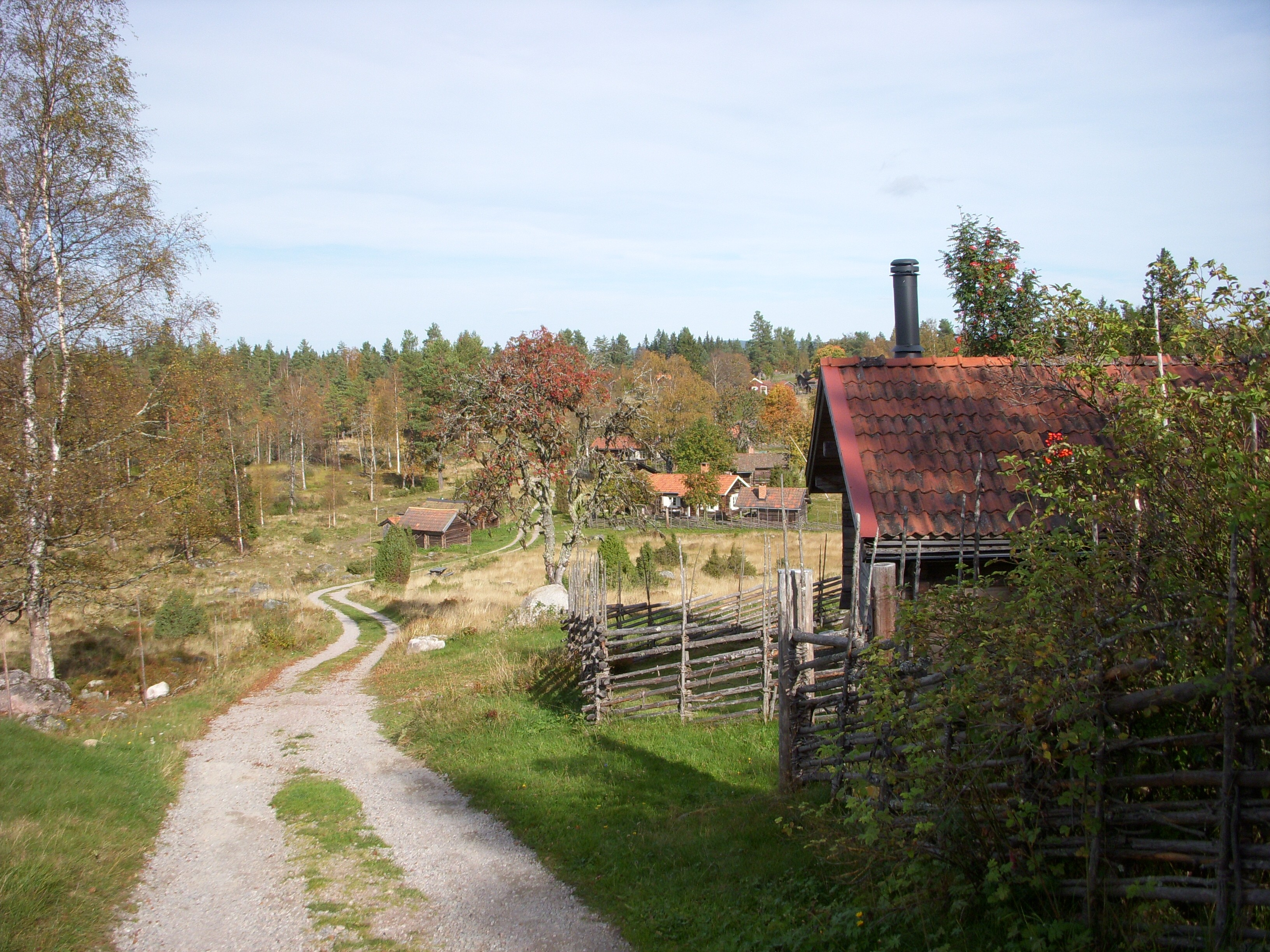
Bastbergets fäbodar i Gagnef.
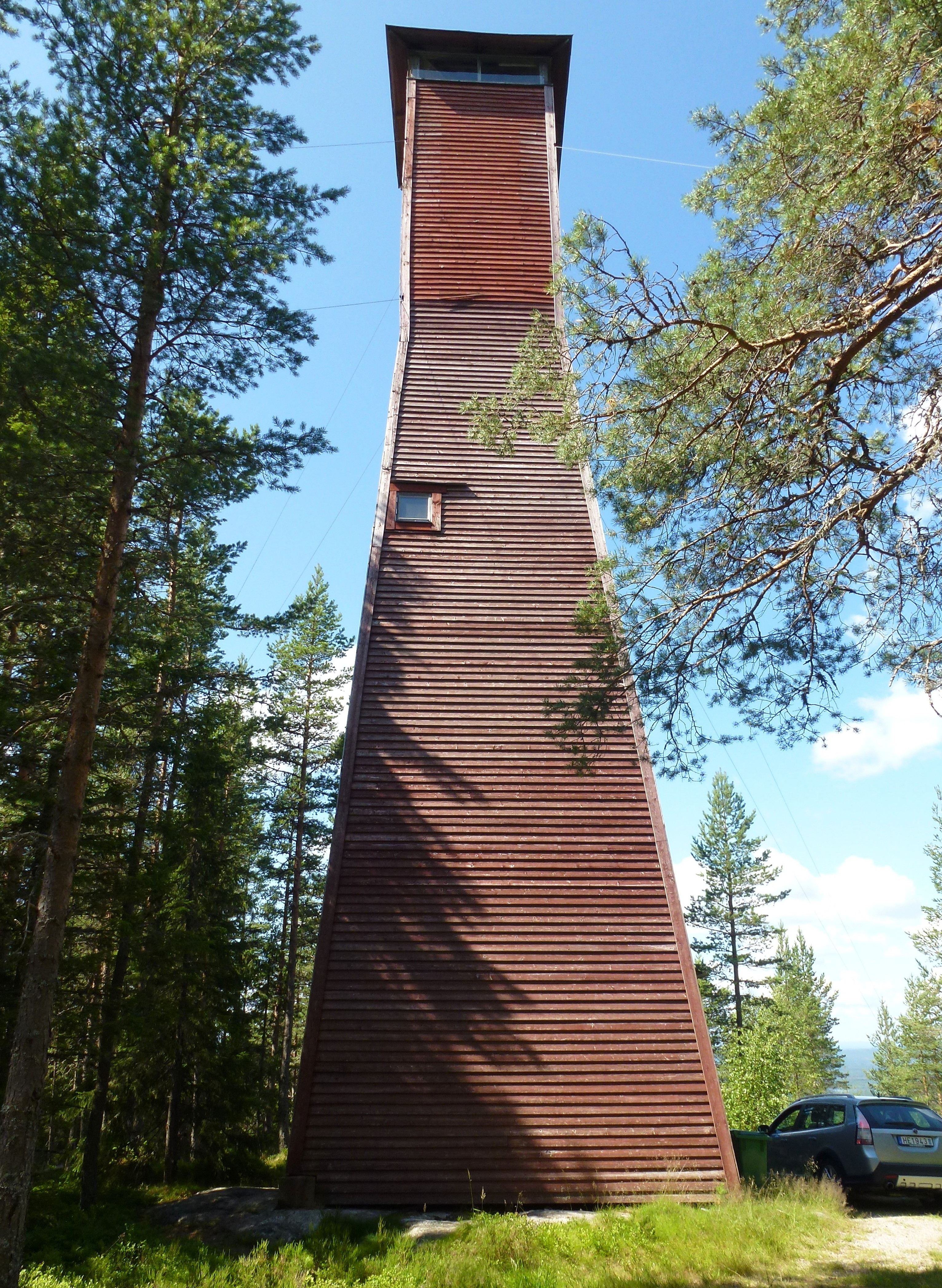
Mejdåsens utsiktstorn.
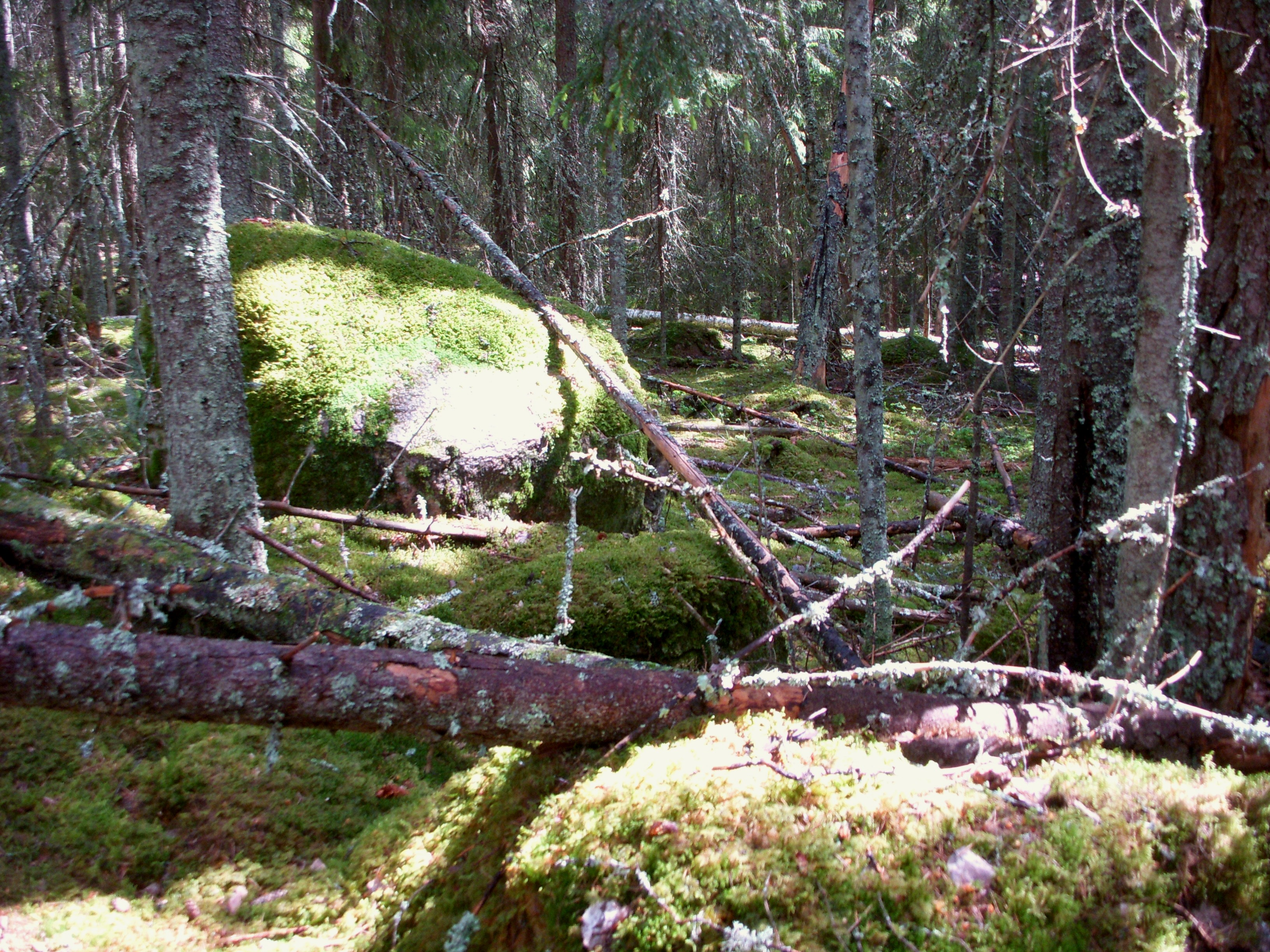
Skogen i Tansvägga naturreservat.
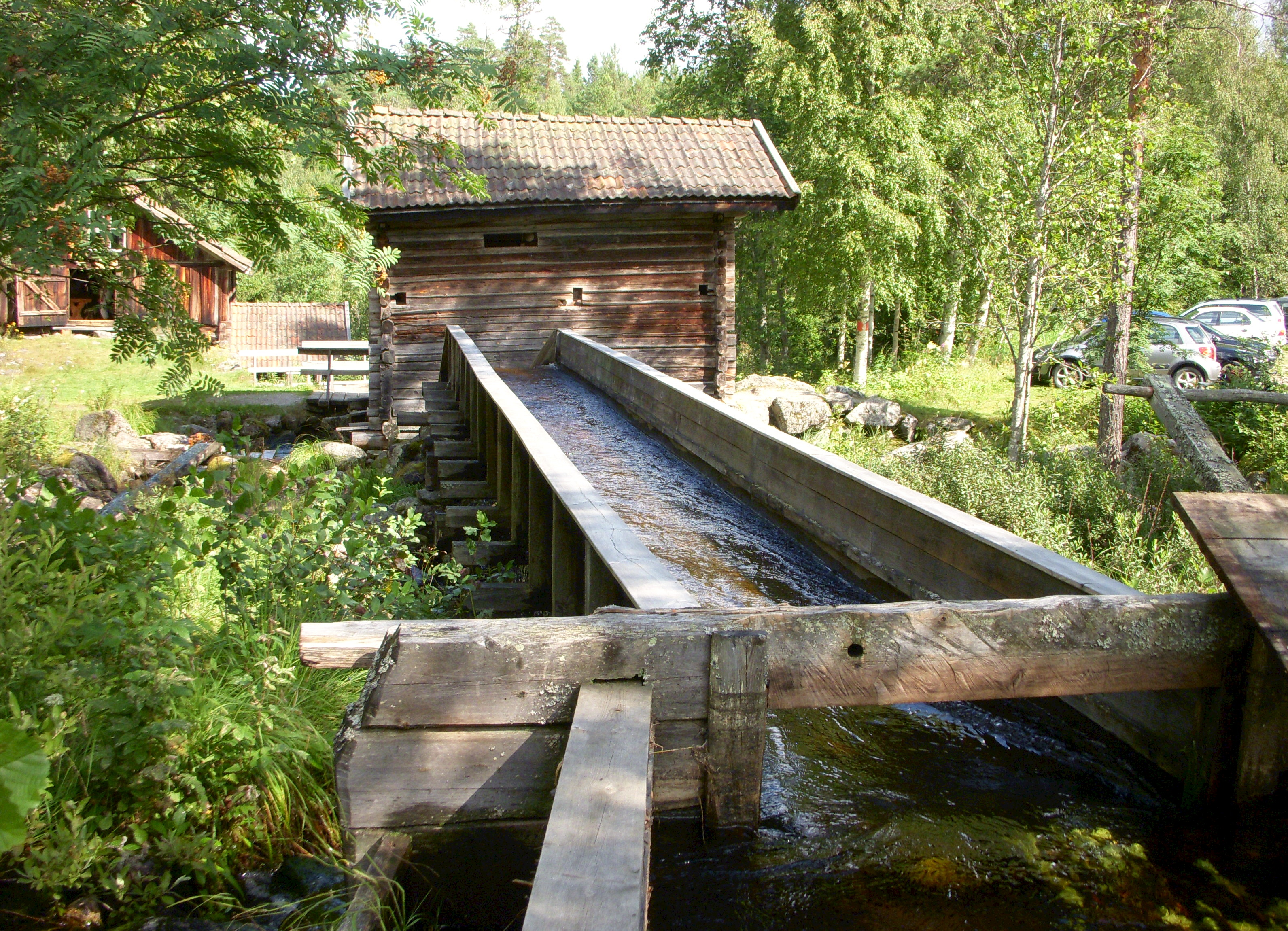
Skvaltkvarnen i Kvarna.
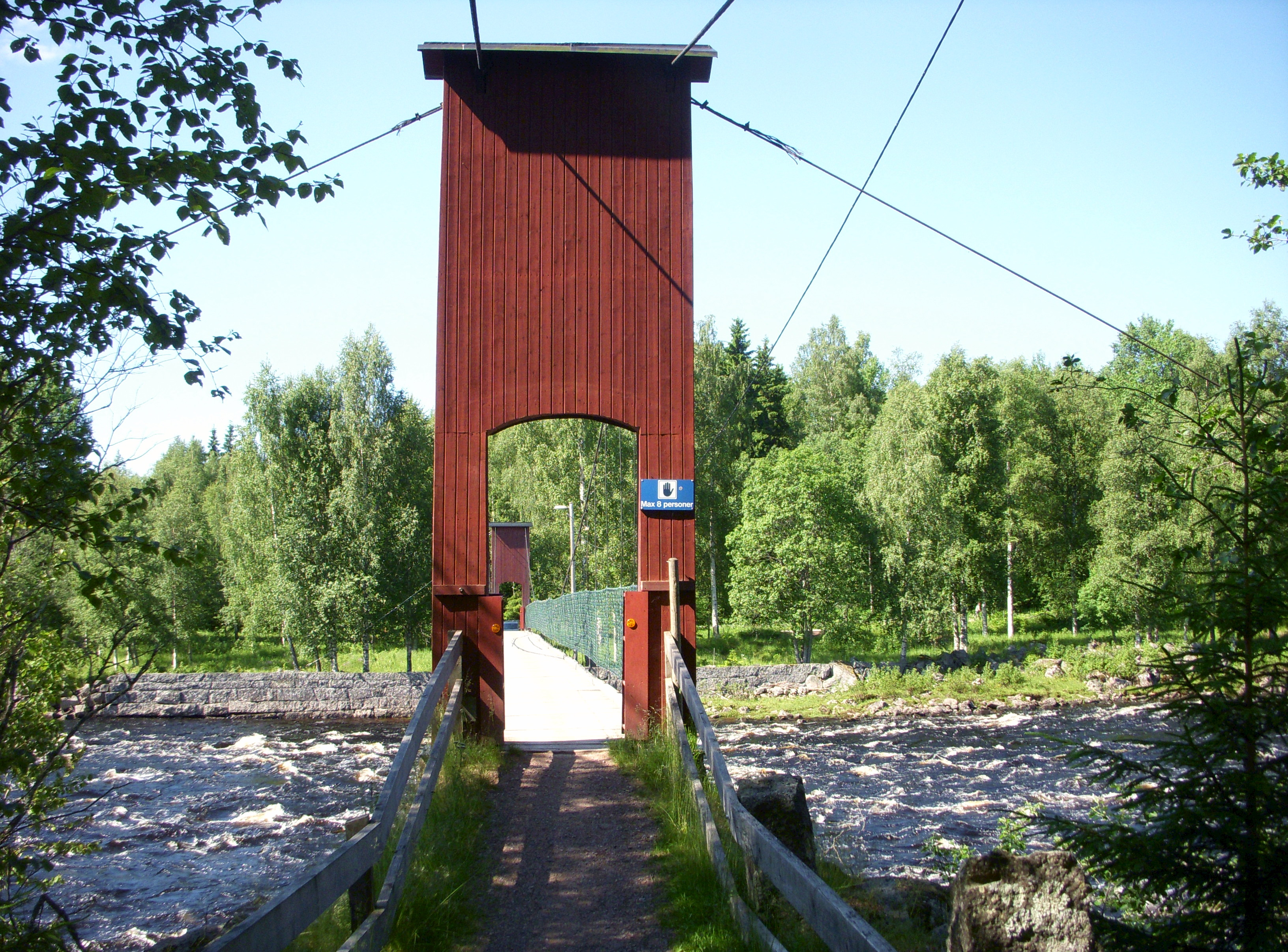
Hagbron i Dala-Floda.